# Campeonato Catarinense de Futebol de 2010 - Divisão de Acesso
A Divisão de Acesso do Campeonato Catarinense de Futebol de 2010 que será a 7ª edição da Terceirona do Catarinense, contará com a participação de 9 equipes neste ano, e começou no mês de agosto.

## Equipes participantes
| Equipe        | Município  | Em 2009 | Estádio                       | Capacidade | Títulos |
| ------------- | ---------- | ------- | ----------------------------- | ---------- | ------- |
| Blumenauense  | Blumenau   | ---     | Luiz Bernardo Olsen*          | ---        | ---     |
| Caçador       | Caçador    | 4º      | Carlos Alberto da Costa Neves | 5.000      | ---     |
| Caxias        | Joinville  | ---     | Ernestão                      | 5.000      | ---     |
| Guarani       | Palhoça    | 2º      | Estádio Renato Silveira       | 8.000      | ---     |
| Internacional | Lages      | ---     | Vidal Ramos Júnior            | 11.800     | ---     |
| Maga          | Indaial    | 8º      | Hermann Weege**               | ---        | ---     |
| NEC           | Navegantes | ---     | Das Nações***                 | ---        | ---     |
| Oeste         | Chapecó    | 7º      | Índio Condá                   | 15.000     | ---     |
| Pinheiros     | Timbó      | ---     | Vila Nova****                 | ---        | ---     |

* O Blumenauense é uma equipe da cidade de Blumenau mas que atua em Rio Negrinho.

** O Maga é uma equipe da cidade de Indaial mas que atua em Pomerode.

*** O NEC é uma equipe da cidade de Navegantes mas que atua em Balneário Camboriú.

**** O Pinheiros é uma equipe da cidade de Timbó mas que atua em Porto Belo.

## Regulamento
A competição é dividida em quatro fases distintas:
Turno: As equipes são divididas em dois grupos e jogarão entre si, apenas em partidas de ida. Os clubes que apresentarem a maior pontuação em seus respectivos grupos no término da fase, estarão automaticamente classificados para o Quadrangular Semifinal.
Returno: Idêntico ao Turno, mas com os jogos de volta.
Disputarão o Quadrangular as campeãs de cada turno do seu respectivo grupo. Caso um clube vença as duas fases, a outra vaga será dada para à equipe de melhor índice técnico da sua chave somando-se as pontuações do Turno e do Returno.
Quadrangular Semifinal: As quatro equipes jogam entre si em turno e returno. As duas melhores colocadas avançam para a fase Final.
Final: As duas equipes se enfrentam em dois jogos, tendo o mando de campo do segundo jogo, a primeira colocada do Quadrangular Semifinal. O clube que somar mais pontos, indepentende do saldo de gols, será campeão da Divisão de Acesso de 2010. Caso haja empate de pontos, realizar-se-á uma prorrogação de 30 minutos. Se o empate persistir, a equipe mandante do segundo jogo será declarada campeã.
Somente a equipe campeã da Divisão de Acesso do Campeonato Catarinense de Futebol de 2010, estará classificada para a disputa da Divisão Especial do Campeonato Catarinense de Futebol de 2011.

### Critérios de Desempate
- Maior número de vitórias;
- Maior saldo de gols;
- Maior número de gols pró;
- Confronto direto, somente no caso de empate entre duas equipes;
- Menor número de cartões vermelhos recebidos;
- Menor número de cartões amarelos recebidos;
- Sorteio.

## Grupo A

### Turno
| 1 | Caçador       | 8 | 4 | 2 | 2 | 0 | 11 | 1  | +10 | 66,6 |
| 2 | NEC           | 8 | 4 | 2 | 2 | 0 | 5  | 3  | +2  | 66,6 |
| 3 | Internacional | 6 | 4 | 2 | 0 | 2 | 5  | 4  | +1  | 50   |
| 4 | Oeste         | 3 | 4 | 0 | 3 | 1 | 4  | 5  | -1  | 25   |
| 5 | Blumenauense  | 1 | 4 | 0 | 1 | 3 | 3  | 15 | -12 | 8,3  |
| PG - pontos ganhos; J - jogos; V - vitórias; E - empates; D - derrotas; GP - gols pró; GC - gols contra; SG - saldo de gols; AP - aproveitamento em porcentagem |               |   |   |   |   |   |    |    |     |      |

|  |                                         |
|  | Classificado ao Quadrangular semifinal. |

### Returno
| 1 | Internacional | 10 | 4 | 3 | 1 | 0 | 10 | 4  | +6 | 83,3 |
| 2 | Caçador       | 9  | 4 | 3 | 0 | 1 | 12 | 3  | +9 | 75   |
| 3 | NEC           | 7  | 4 | 2 | 1 | 1 | 6  | 4  | +2 | 58,3 |
| 4 | Blumenauense  | 3  | 4 | 1 | 0 | 3 | 1  | 10 | -9 | 25   |
| 5 | Oeste         | 0  | 4 | 0 | 0 | 4 | 0  | 8  | -8 | 0    |
| PG - pontos ganhos; J - jogos; V - vitórias; E - empates; D - derrotas; GP - gols pró; GC - gols contra; SG - saldo de gols; AP - aproveitamento em porcentagem |               |    |   |   |   |   |    |    |    |      |

|  |                                         |
|  | Classificado ao Quadrangular semifinal. |

### Confrontos
Para ler a tabela, a linha horizontal representa os jogos da equipe como mandante. A coluna vertical indica os jogos da equipe como visitante.
Jogos do Turno estão em vermelho e os jogos do Returno estão em azul.
|               | BLU | CAÇ  | INT | NEC  | OES |
| ------------- | --- | ---- | --- | ---- | --- |
| Blumenauense  | —   | 0-3* | 0-3 | 0-3* | 2-2 |
| Caçador       | 8-0 | —    | 2-0 | 2-0  | 5-0 |
| Internacional | 4-0 | 3-2  | —   | 1-2  | 1-0 |
| NEC           | 2-1 | 0-0  | 2-2 | —    | 1-0 |
| Oeste         | 0-1 | 1-1  | 0-1 | 1-1  | —   |

*Placar do jogo definido por W.O.

### Classificação geral
| 1 | Caçador       | 17 | 8 | 5 | 2 | 1 | 23 | 4  | +19 | 70,8 |
| 2 | Internacional | 16 | 8 | 5 | 1 | 2 | 15 | 8  | +7  | 66,6 |
| 3 | NEC           | 15 | 8 | 4 | 3 | 1 | 11 | 7  | +4  | 62,5 |
| 4 | Blumenauense  | 4  | 8 | 1 | 1 | 6 | 4  | 25 | -21 | 16,6 |
| 5 | Oeste         | 3  | 8 | 0 | 3 | 5 | 4  | 13 | -9  | 12,5 |
| PG - pontos ganhos; J - jogos; V - vitórias; E - empates; D - derrotas; GP - gols pró; GC - gols contra; SG - saldo de gols; AP - aproveitamento em porcentagem |               |    |   |   |   |   |    |    |     |      |

|  |                                              |
|  | Melhor campanha do Grupo A na primeira fase. |

## Grupo B

### Turno
| 1 | Caxias    | 7 | 3 | 2 | 1 | 0 | 19 | 3  | +16 | 77,7 |
| 2 | Guarani   | 7 | 3 | 2 | 1 | 0 | 13 | 2  | +11 | 77,7 |
| 3 | Pinheiros | 3 | 3 | 1 | 0 | 2 | 2  | 17 | -15 | 33,3 |
| 4 | Maga      | 0 | 3 | 0 | 0 | 3 | 0  | 12 | -12 | 0    |
| PG - pontos ganhos; J - jogos; V - vitórias; E - empates; D - derrotas; GP - gols pró; GC - gols contra; SG - saldo de gols; AP - aproveitamento em porcentagem |           |   |   |   |   |   |    |    |     |      |

|  |                                         |
|  | Classificado ao Quadrangular semifinal. |

### Returno
| 1 | Guarani   | 7 | 3 | 2 | 1 | 0 | 17 | 4  | +13 | 77,7 |
| 2 | Caxias    | 7 | 3 | 2 | 1 | 0 | 11 | 1  | +10 | 77,7 |
| 3 | Pinheiros | 3 | 3 | 1 | 0 | 2 | 6  | 11 | -5  | 33,3 |
| 4 | Maga      | 0 | 3 | 0 | 0 | 3 | 2  | 20 | -18 | 0    |
| PG - pontos ganhos; J - jogos; V - vitórias; E - empates; D - derrotas; GP - gols pró; GC - gols contra; SG - saldo de gols; AP - aproveitamento em porcentagem |           |   |   |   |   |   |    |    |     |      |

|  |                                         |
|  | Classificado ao Quadrangular semifinal. |

### Confrontos
Para ler a tabela, a linha horizontal representa os jogos da equipe como mandante. A coluna vertical indica os jogos da equipe como visitante.
Jogos do Turno estão em vermelho e os jogos do Returno estão em azul.
|           | CAX | GUA | MAG  | PIN  |
| --------- | --- | --- | ---- | ---- |
| Caxias    | —   | 1-1 | 6-0  | 11-1 |
| Guarani   | 2-2 | —   | 12-1 | 4-2  |
| Maga      | 0-4 | 0-5 | —    | 1-4  |
| Pinheiros | 0-6 | 0-6 | 1-0  | —    |

### Classificação geral
| 1 | Caxias    | 14 | 6 | 4 | 2 | 0 | 30 | 4  | +26 | 77,7 |
| 2 | Guarani   | 14 | 6 | 4 | 2 | 0 | 30 | 6  | +24 | 77,7 |
| 3 | Pinheiros | 6  | 6 | 2 | 0 | 4 | 8  | 28 | -20 | 33,3 |
| 4 | Maga      | 0  | 6 | 0 | 0 | 6 | 2  | 32 | -30 | 0    |
| PG - pontos ganhos; J - jogos; V - vitórias; E - empates; D - derrotas; GP - gols pró; GC - gols contra; SG - saldo de gols; AP - aproveitamento em porcentagem |           |    |   |   |   |   |    |    |     |      |

|  |                                              |
|  | Melhor campanha do Grupo B na primeira fase. |

## Quadrangular
| 1 | Guarani        | 15 | 6 | 5 | 0 | 1 | 12 | 5  | +7 | 83,3 |
| 2 | Caxias         | 13 | 6 | 4 | 1 | 1 | 13 | 7  | +6 | 72,2 |
| 3 | Caçador        | 3  | 6 | 0 | 3 | 3 | 1  | 6  | -5 | 16,6 |
| 4 | Inter de Lages | 2  | 6 | 0 | 2 | 4 | 4  | 12 | -8 | 11,1 |
| PG - pontos ganhos; J - jogos; V - vitórias; E - empates; D - derrotas; GP - gols pró; GC - gols contra; SG - saldo de gols; AP - aproveitamento em porcentagem |                |    |   |   |   |   |    |    |    |      |

|  |                        |
|  | Classificados à Final. |

### Confrontos
Para ler a tabela, a linha horizontal representa os jogos da equipe como mandante. A coluna vertical indica os jogos da equipe como visitante.
Jogos do Turno estão em vermelho e os jogos do Returno estão em azul.
|               | CAÇ | CAX | GUA | INT |
| ------------- | --- | --- | --- | --- |
| Caçador       | —   | 0-0 | 0-1 | 0-0 |
| Caxias        | 3-0 | —   | 1-0 | 2-0 |
| Guarani       | 1-0 | 6-2 | —   | 2-1 |
| Internacional | 1-1 | 1-5 | 1-2 | —   |

## Final
O time de melhor campanha no quadrangular, terá o direito do mando de campo na segunda partida da final, além da vantagem do resultado de empate ao final da prorrogação.

### Primeiro jogo
| 21 de novembro | Caxias-SC               | 2 – 0  | Guarani de Palhoça | Estádio Ernestão, Joinville                |
| 16h00          | Lourival 34' · Giso 40' | Súmula |                    | Público: 472 Árbitro: José Acácio da Rocha |

### Segundo jogo
| 28 de novembro | Guarani de Palhoça         | 2 – 2  | Caxias-SC            | Estádio Renato Silveira, Palhoça        |
| 16h00          | Evandro 36' · Gilberto 70' | Súmula | Ariel 34' · Giso 88' | Público: 210 Árbitro: Jefferson Schmidt |

### Classificação
| 1 | Caxias  | 4 | 2 | 1 | 1 | 0 | 4 | 2 | +2 | - |
| 2 | Guarani | 1 | 2 | 0 | 1 | 1 | 2 | 4 | -2 | - |
| PG - pontos ganhos; J - jogos; V - vitórias; E - empates; D - derrotas; GP - gols pró; GC - gols contra; SG - saldo de gols; PRO - Gols na Prorrogação |         |   |   |   |   |   |   |   |    |   |

|  |                                                                                             |
|  | Campeão Catarinense de 2010 da Divisão de Acesso e Classificado à Divisão Especial de 2011. |

## Campeão geral
| Campeonato Catarinense de 2010 - Divisão de Acesso |
| -------------------------------------------------- |
| Caxias-SC 1º Título                                |

## Artilharia[1]
Atualizado em 29 de novembro às 9:32 UTC-3
| Gols | Jogador           | Clube              |
| ---- | ----------------- | ------------------ |
| 16   | Marquinhos Júnior | Guarani de Palhoça |
| 16   | Ariel             | Caxias-SC          |
| 10   | Lourival          | Caxias-SC          |
| 10   | Giso              | Caxias-SC          |
| 6    | Tiago Capeta      | Inter de Lages     |
| 5    | Júnior            | Caçador            |
| 4    | Carlinho          | Guarani de Palhoça |
| 4    | Gilberto          | Guarani de Palhoça |
| 4    | Itauê             | Guarani de Palhoça |
| 4    | Jhonatan          | Guarani de Palhoça |
| 4    | João Antônio      | Inter de Lages     |
| 4    | Maurinho          | Inter de Lages     |
| 3    | Evandro           | Guarani de Palhoça |
| 3    | Juliano           | Navegantes         |
| 3    | Sadan             | Caçador            |
| 2    | Anderson Silva    | Guarani de Palhoça |
| 2    | China             | Caxias-SC          |
| 2    | Edno              | Caçador            |
| 2    | Fábio Pará        | Caxias-SC          |
| 2    | Jeferson          | Navegantes         |
| 2    | Lucas             | Blumenauense       |
| 2    | Marquinhos        | Guarani de Palhoça |
| 2    | Matheus           | Caçador            |